# Villa Obernier
La villa Obernier était une villa de Bonn au bord du Rhin, construite de 1849 à 1851 et détruite pendant la Seconde Guerre mondiale. Elle abrite le premier musée d'art contemporain de Bonn fondé en 1884 par Franz Obernier (de) puis musée de la ville de Bonn.

## Histoire
La villa est construite pour Friedrich Bluhme, professeur de droit à l'université de Bonn d'après un dessin de l'architecte Friedrich Joseph Ark. Le 16 novembre 1847, Bluhme acquiert la parcelle de 2 027 m2 (Coblenzerstraße 5a) sous le contrôle de l'avocat Gustav von Recklinghausen pour 3 500 thalers. Il comprend un vignoble (dans la région de l'ancien Vinea Domini (de)) en face de la porte de Coblence. En 1848, des travaux de construction commencent sur le site. Ceux-ci sont étendus en janvier 1849 à la démolition des anciens murs, à la mise en terrasse des talus et à la construction de nouveaux murs, piliers, colonnes ainsi qu'un escalier. Le 10 septembre 1849, Bluhme soumet la demande de construction de la nouvelle maison à construire. Le permis de construire est accordé dix jours plus tard. Au plus tard en janvier 1850, l’architecte Christian von der Emden (de) se voit confier la planification des travaux préparatoires, du moins pour le terrain. L'achèvement a lieu fin 1851, lorsque la maison est plâtrée. Elle est l'une des dernières villas construites à Bonn au bord du Rhin dans le style du néo-classicisme.
Probablement à la suite de la mort de la veuve Bluhme, sa fille et sa belle-fille louent la villa à partir de 1877 pour une période transitoire jusqu'à l'achèvement de la vente prévue, y compris le rez-de-chaussée en 1878 au professeur Hermann Hüffer (de). Le 10 novembre, à compter du 22 novembre 1879, les héritiers Bluhme la vendent pour 72 000 marks au professeur Franz Obernier (de). Après expiration des baux, il reprend la propriété le 15 mai 1880. Même avant son déménagement en mars, il demande et obtient le permis de construire pour un bâtiment stable, achevé début juin. À partir du même mois, Obernier fait augmenter le mur de soutènement du Rhin et crée un nouveau drain ; ces mesures de construction sont achevées en juin 1881. D'août à décembre 1881, la véranda du côté du Rhin au rez-de-chaussée est remplacée dans une construction plus massive.
Le 26 octobre 1882, quelques jours avant sa mort à cause d'un cancer, Obernier lègue dans son testament la villa à la ville de Bonn à condition qu'elle soit utilisée comme musée sous le nom de « Villa Obernier ». À cette fin, il lègue aussi sa collection d’art et un capital de 130 000 marks. Pour la conversion nécessaire de la villa et l'utilisation de ses pièces, Obernier dresse dans son testament un cahier des charges détaillé qui n'est cependant pas entièrement mis en œuvre. Les dernières rénovations intérieures comprennent la création d'un hall d'entrée spacieux avec des colonnes et des chapiteaux corinthiens, l'enlèvement de murs supplémentaires pour créer de plus grands espaces, la création d'une lucarne en forme de dôme dans une construction en fer de verre à l'étage supérieur et la fermeture du porche donnant sur le Rhin pour une véranda.
Le 3 mai 1884, après l'achèvement des travaux de rénovation, le musée d'art municipal Villa Obernier est inauguré. Au départ, il est utilisé principalement par la Société de littérature et d'art de Bonn pour leur administration, des réceptions, des conférences, des lectures d'auteurs et des conférences littéraires. En 1904, la ville pose un hall d'exposition avec un puits de lumière. En 1905, un conseil d'administration du musée est fondé, conformément aux exigences de la société de littérature et d'art de Bonn. En 1908, la première exposition comprend 90 œuvres « d'artistes et de dilettantes ». En 1910, une autre exposition organisée par un groupe d'artistes de Bonn nouvellement formé voit la participation d'Adolfo Hohenstein, Willy Stucke et probablement aussi Albert Küppers (de). Louis Ziercke (de) aurait participé à une exposition en 1912. Le premier directeur connu du musée est Friedrich Knickenberg (1863-1932), qui a également occupé plusieurs autres postes municipaux et connu pour sa collection d'expressionnistes rhénans. En 1913, l'ancien bâtiment stable de la villa est transformé en loge de gardien. Même après le début de la Première Guerre mondiale au moins jusqu'en 1917, des expositions de diverses associations ont lieu.
Après la fin de la guerre, le musée reste fermé pendant des mois en 1919 et, en raison de la crise et de la situation financière difficile liée à l'occupation, ses activités ne sont possibles que dans des conditions difficiles. Une première exposition se tient en 1920 par l'association des artistes de Bonn. Cette association conclut un accord avec la ville pour le prêt du musée deux fois par an pour des expositions. À partir du 2 octobre 1922, la collection Ernst Moritz Arndt, conservée temporairement dans la salle Arndt du musée, est agrandie pour former un ensemble jusqu'en 1927. À partir de 1930, le musée acquiert trente tableaux pour une valeur de 3 481 reichsmarks dont 2 000 offerts par la ville de Bonn. Karl Heinz Kobé, également directeur des archives de la ville, succède à Knickenberg après sa mort en 1932. Pendant le Troisième Reich, le musée a une installation plus élaborée. Vers 1938, à la demande d'Arthur Spiethoff, une salle avec des portraits du peintre Rudolf Schulte im Hofe (de) est créée. Kobé quitte la direction en 1942.
Pendant la Seconde Guerre mondiale, la villa est complètement détruite le 18 octobre 1944 lors du bombardement des Alliés le plus dévastateur sur Bonn. Les pièces furent évacuées avant le début des bombardements, les œuvres ont donc survécu à la guerre.
Le musée est conservé à la fin des années 1940 d'abord au Rathausgasse 7 (derrière l'hôtel de ville de Bonn) dans une aile de bureaux reconvertie, son premier directeur est Walter Holzhausen (de). Le Kunstmuseum Bonn se trouve aujourd'hui dans un nouveau bâtiment ouvert en 1992. À la place de la villa Obernier, on construit l'Hotel Königshof.